# Hüsker Dü
Gli Hüsker Dü sono stati una band hardcore punk/alternative rock statunitense, formatasi nel 1979 a Saint Paul (Minnesota), generalmente considerata dalla critica di grande importanza e influenza sulla storia del rock. Il nome (senza l'umlaut) significa "ti ricordi?" in norvegese e proviene da un gioco da tavolo svedese.
Iniziarono la carriera come gruppo hardcore punk. La svolta avvenne nel 1984 con il disco Zen Arcade, un concept album su doppio LP (due fattori assolutamente insoliti per una formazione punk) caratterizzato da una forte sperimentazione e contaminazione musicale, che segnò il distacco dagli esordi; con New Day Rising, e ancor più con Flip Your Wig, la band si spostò verso uno stile più melodico e introspettivo, definito dalla critica "alternative rock" e per certi versi premonitore del grunge. Nel 1986 furono messi sotto contratto dalla Warner Bros., aprendo la strada al fenomeno della crescente attenzione delle majors nei confronti delle band indipendenti. Dopo Candy Apple Grey del 1986 e Warehouse: Songs and Stories del 1987, la band si sciolse a causa delle tensioni tra i due leader, Bob Mould e Grant Hart.

## Storia della band

### Origini
Gli Hüsker Dü si formarono nel 1978 a Saint Paul, Minnesota, quando il chitarrista Bob Mould, il bassista Greg Norton e il batterista Grant Hart si incontrano nel negozio di dischi dove lavorava Hart. I tre, appassionati di punk hardcore, iniziarono a fare concerti nella zona di Minneapolis.
Le prime uscite discografiche furono su Reflex Record nel 1981. Notati dai Minutemen, altra storica punk band del periodo, incisero per la loro etichetta discografica, la New Alliance Records. I primi due album, Land Speed Record (registrato dal vivo) e Everything Falls Apart, sono lavori acerbi ma che lasciano intravedere un grande potenziale. Firmarono poi per la SST Records, seminale etichetta indipendente fondata da Greg Ginn, chitarrista dei Black Flag.

### Il successo
L'EP Metal Circus venne dato alle stampe nel 1983, ma il successo di pubblico e di critica arrivò l'anno successivo con Zen Arcade, un disco doppio, un concept album che narra di un ragazzo che lascia la sicurezza di casa e si avventura nel mondo facendo diverse esperienze e ponendosi molte domande. Il punto di forza del disco è la base concettuale ed artistica, opposta ai canoni del punk tradizionale e che, anzi, si avvicina al progressive rock. È un disco di grande impatto, in cui per la prima volta la rabbia e la violenza del punk si fondono ad una sfrenata fantasia musicale, tramite temi di carattere introspettivo. Di questo periodo è anche Eight Miles High, cover dei Byrds.
L'esplorazione musicale continuò con New Day Rising e Flip Your Wig, sempre su SST, pubblicati a breve distanza l'uno dall'altro nel 1985.
Nonostante il gruppo abbia, allora, riscosso interesse internazionale, continuarono a suonare ed a supportare la scena musicale locale. Per omaggiare le loro radici del Minnesota, nel 1985 fecero uscire un EP, Love is All Around in cui viene reinterpretata la sigla del Mary Tyler Moore Show, allestito appunto a Minneapolis.

### Lo scioglimento
Nel 1986 il gruppo firmò per la Warner Bros. Records. I loro due album su Warner Brothers, Candy Apple Grey e il doppio Warehouse: Songs and Stories, mostrano il gruppo maturato psicologicamente e musicalmente.
Alla vigilia del tour promozionale la band dovette incassare un durissimo colpo, il suicidio del loro manager David Savoy. A quel punto, comunque, i rapporti personali tra Mould e Hart erano diventati molto tesi e, a peggiorare il tutto, vi erano anche problemi di droga di Hart: trovandosi questo senza metadone nel corso del tour, la band fu costretta ad annullare le date rimaste. Hart nel giro di pochi giorni lasciò la band e, a questo punto, anche il bassista Greg Norton, sposatosi da poco, decise di chiamarsi fuori e dedicarsi a tempo pieno all'attività di ristoratore che lui e la moglie avevano avviato.
Mould e Hart da quel momento faranno musica separatamente sia come solisti che come leader di nuove band, rispettivamente i Sugar ed i Nova Mob.
Nel 2004 in occasione di un concerto benefit per l'amico Karl Mueller, bassista dei concittadini Soul Asylum gravemente malato, Mould invitò, nello stupore generale, l'ex compagno sul palco per eseguire due pezzi dei Dü (Hardly Getting Over It e Never Talking To You Again). Il chitarrista da subito comunicò tramite il suo blog che la breve "rimpatriata" era stata un'iniziativa estemporanea, assolutamente non organizzata precedentemente e nata su suggerimento dell'ultimo minuto di Hart che non si sarebbe tradotta in una reunion dei Dü..

## Eredità
Il merito principale degli Hüsker Dü è di aver ampliato enormemente il raggio d'azione del punk, accentuando la sua connotazione sperimentale, creando una formula rumorosa ma melodica che ha influenzato moltissimi gruppi di rock alternativo a venire. Con gli Hüsker Dü, inoltre, si è avuto uno spostamento tematico dalle arringhe sociali e nichiliste dei primi punk ai complessi esistenziali dell'adolescenza. Infine, è grazie al loro operato discografico che quell'universo musicale orbitante intorno alle etichette indipendenti e alle radio universitarie ha avuto modo di approdare al successo di massa.

## Formazione
- Bob Mould - voce, chitarre, tastiere
- Grant Hart - voce, batteria, tastiere
- Greg Norton - basso

## Discografia

### Album in studio
- 1982 - Everything Falls Apart
- 1984 - Zen Arcade
- 1985 - New Day Rising
- 1985 - Flip Your Wig
- 1986 - Candy Apple Grey
- 1987 - Warehouse: Songs and Stories

### Album dal vivo
- 1981 - Land Speed Record
- 1994 - The Living End

### EP
- 1983 - Metal Circus
- 1986 - Sorry Somehow
- 1986 - Don't Want To Know If You Are Lonely

### Singoli
- 1981 - Statues
- 1982 - In a Free Land
- 1984 - Eight Miles High
- 1985 - Makes No Sense at All
- 1987 - Could You Be the One?
- 1987 - Ice Cold Ice

### Video
- 1985 - Makes No Sense At All
- 1986 - Don't Want To Know If You Are Lonely
- 1987 - Could You Be the One?

### Apparizioni in compilation
- Faster & Louder: Hardcore Punk, Vol. 1
- Faster & Louder: Hardcore Punk, Vol. 2